# Vostok 4
Vostok 4 fu una missione con equipaggio a bordo nel corso del programma sovietico di esplorazione spaziale Vostok. Insieme con la missione Vostok 3 si trattò del primo volo di due capsule accoppiate nella storia del volo umano nello spazio. Il cosmonauta Pavel Romanovič Popovič rimase per quasi tre giorni interi nell'orbita terrestre.

## Preparazione
Con il volo della Vostok 4 fu previsto che per la prima volta nella storia dell'esplorazione umana dello spazio due navicelle con equipaggio si trovassero contemporaneamente in volo nello spazio. Pertanto la progettazione e la preparazione di questa missione vennero svolte contemporaneamente e parallelamente alla missione Vostok 3.
Pilota della missione venne nominato Pavel Romanovič Popovič, suo sostituto Vladimir Michajlovič Komarov.

## Missione
Vostok 4 venne lanciata il 12 agosto 1962 alle ore 11.02 (ora di Mosca) dal cosmodromo di Bajkonur. Dopo pochi minuti aveva raggiunto la traiettoria d'orbita terrestre con un perigeo di 159 km ed un apogeo di 211 km. L'inclinazione misurò 65 gradi. Tale traiettoria fu quasi identica alla traiettoria della Vostok 3, equipaggiata da Andrijan Grigor'evič Nikolaev e lanciata circa 24 ore prima. Fu la prima volta nella storia che due cosmonauti si trovavano contemporaneamente nello spazio.
Grazie all'esecuzione precisissima del lancio, la distanza tra le due capsule spaziali misurò al raggiungimento della traiettoria d'orbita soli 6,5 km. Con il perdurare della missione la distanza aumentò in continuazione tanto che verso la fine del volo misurò ben 2.800 km. All'inizio fu possibile realizzare un collegamento radio diretto tra i due cosmonauti Popovič e Nikolaev, fatto che significò un'ulteriore novità nella storia dell'esplorazione spaziale. A causa di un difetto dei sistemi di regolazione interna della capsula spaziale, la temperatura all'interno dell'abitacolo della capsula stessa scese a soli 10 °C.
Dopo circa tre giorni di missione, alle ore 09:59 (ora di Mosca) del 15 agosto 1962 avvenne l'atterraggio a sud di Karaganda – oggi nel Kazakistan. Come accadeva di solito per i voli Vostok, Popovič si catapultò dall'abitacolo della capsula mediante un apposito seggiolino eiettabile, atterrando appeso ad un paracadute. Vostok 3 e Nikolaev erano atterrati solo sette minuti prima di lui, raggiungendo un nuovo record di permanenza nello spazio durante una missione, quasi quattro giorni interi.

## Importanza
Il volo in coppia di Vostok 3 e Vostok 4 venne festeggiato come importantissimo risultato raggiunto nell'ambito dell'esplorazione spaziale sovietica. Anche se oggigiorno è noto che le capsule di per sé non potevano essere pilotate direttamente dai cosmonauti, si deve particolarmente sottolineare l'abilità sovietica nell'essere in grado di lanciare due capsule spaziali entro sole 24 ore. Inoltre pure la trasmissione dei collegamenti via radio ed in particolar modo i dati di telemetria verso due capsule spaziali in volo significò un enorme e particolare risultato positivo. Bisogna infatti considerare che in tale periodo non esistevano ancora satelliti artificiali di comunicazione e che l'Unione Sovietica, al contrario degli Stati Uniti d'America, non disponeva di una rete di collegamento via radio mediante stazioni di controllo posizionate in tutte le parti del mondo. Nonostante le capsule non potessero essere pilotate direttamente dai cosmonauti, il volo di coppia fornì importantissimi risultati per la tecnica da utilizzare nell'esecuzione di successive manovre rendezvous.
La capsula nella quale Popovič fece ritorno a Terra è attualmente esposta presso il museo NPO Zvezda a Mosca, ma venne modificata in una maniera tale da rappresentare ora la capsula della missione Voschod 2.